# 마닐라 국제 군사 재판
마닐라 군사 재판(マニラ軍事裁判)은 제2차 세계 대전 이후 필리핀 루손섬의 마닐라에서 열린 미군에 의한 일본 BC급 전범들에 대한 군사 재판이다. 1945년 10월 8일에 시작하여 1947년 4월 15일에 최종 판결이 내려졌다. 야마시타 도모유키 육군 대장 이하 212명이 기소되었고, 177명이 유죄 판결을 35명이 무죄 판결을 받았다.
재판의 근거법은 1945년 9월 24일 태평양 지역 미군 육군 총사령부(GHQ / AFPAC)가 공포한 〈전쟁 범죄인 재판 규정〉(Regulations Governing the Trials of War Criminals)이며, 동년 12월 5일 연합군 최고사령부 총사령부(GHQ / SCAP)가 공포한 〈전쟁 범죄 피고인 규정〉(Regulations Governing the Trials of Accused War Criminals)이었다.
필리핀은 미군의 ‘마닐라 군사 재판’(관할 책임자는 미군 제6군 사령관 월터 크루거 중장)과 필리핀군의 ‘필리핀 군사 재판’(관할 책임자는 마누엘 로하스 필리핀 대통령)의 2개의 재판이 거행되었다. 제2차 세계 대전에 대한 일본 측의 행위만을 일방적으로 재판하는 재판은 세계 각지에서 거행되었다. 전쟁의 배상과 보상을 결정하는 내용은 각지의 군사 재판에서 심판과 피해, 국가 간의 조약, 협정 등을 체결하여 이행된 것으로 국제법상 해결하고 있다.

## 기소
당시 미국령 필리핀 부근을 점령하고 있던 일본군은 제14방면군을 핵심으로하는 필리핀 방면군이며, 당시 최고사령관은 야마시타 도모유키 육군 대장이었다. 이 군이 공식적으로 항복한 것은 1945년 9월 3일이었고, 장소는 루손섬 북부에 있는 바기오였다.
항복 시 이 방면에 남아 있던 일본인은 군인, 군속을 포함해 약 115,200명, 일반인이 25,000명으로 합계 140,200이었으며, 이들 모두가 포로수용소에 수용되어 있었다. 이 수용자 중에서 약 2만명이 전범용의자로 칸루반 수용소에 수용되어 예심에 회부되어 212명이 마닐라 군사 재판, 169명이 필리핀 군사 재판에 기소되었다.
마닐라 군사 재판의 주요 전범 용의자는 다음과 같다.
- 야마시타 도모유키 (육군 대장, 필리핀 방면군 최고사령관 제14방면군 사령관) 사형
- 타지마 히코타로  (육군 중장, 혼성 제61여단장) 사형
- 홍사익 (육군 중장, 필리핀 포로수용소 소장) 사형
- 고노 다케시 (육군 중장, 선발병단장, 보병 제77여단장) 사형
- 오스기 모리카즈 (해군 중장, 제23 특별근거지 군단 사령관) 네덜란드령 동인도 마카사르 재판에서 사형

일본 전범 용의자로 체포되어 수감된 후 마닐라에서 판결을 받은 자
- 혼마 마사하루 (육군 중장, 필리핀군 사령관) 사형
- 구로다 시게노리 (육군 중장, 제14방면군 사령관) 종신형
- 나가하마 아키라 (육군 헌병 대령 제14방면군 헌병대 사령관) 사형

## 재판
군사 법정 형식에서 재판한 1심제였지만, 변호인이 붙여졌다.
법정에서는 허술한 소문 조사, 거짓 증언, 통역 미비, 재판 집행의 보복적 감정이 재앙을 불러일으켰고, 부당한 대우를 받거나, 무고한 죄를 짊어지는 경우도 있었다고 전해진다. 특히 이 주장은 피의자를 포함한 일본 측의 관계자를 중심으로 보인다.
한편, 이러한 문제를 감안하면서도 변호인이 붙어있다는 점, 재판 내용, 판결 내용 등을 고찰하면, 일반적인 군사 재판과 비교할 때 정확한 재판이 진행되고 있었다는 견해도 있다.
재판 자료는 일본 국립공문서관에 보관되어 있다. 마닐라 재판은 제70호까지로 되어있지만, 저장되어 있는 것은 60회 재판 정도까지이다.

### 판결
기소된 212명 중 177명이 유죄 판결을 받았다. 판결 내용은 사형 69명, 종신형 33명, 유기형 75명이었고, 무죄는 33명, 2명이 석방되었다.
사형은 루손섬 마닐라의 남쪽에 위치한 라구나 호수 주변, 만달루용, 칸루반, 로스바니오스 남부의 세 곳에서 집행되었다. 유기형 75명은 10년 미만이 12명, 10년 ~ 20년 미만이 35명, 20년 ~ 30년 미만이 21명, 30년 5명, 40년, 50년이 각각 한 명씩이었다.
유기형, 종신형 판결을 받은 전범은 문틴루파 근교의 ‘뉴빌리비드 교도소’(New Bilibid Prison)에 수용되었지만, 1953년 7월 4일, 엘피디오 키리노 대통령의 특사로 감형, 석방되었다.

## 같이 보기
- 연합국 전범 위원회
- 극동 국제 군사 재판
- 바탄 죽음의 행진
- 마닐라 대학살
- 전쟁 범죄
- 일본의 전쟁 범죄
- BC급 전범